# Living in Sin
Living in Sin is een nummer van de Amerikaanse rockband Bon Jovi uit 1989. Het is de vijfde en laatste single van hun vierde studioalbum New Jersey.
"Living in Sin" is een rockballad die gaat over het feit dat liefde sterker is dan alles, ongeacht wat anderen zeggen. Het nummer haalde de 9e positie in de Amerikaanse Billboard Hot 100. In het Nederlandse taalgebied wist het nummer geen hitlijsten te behalen.